# Cisteller d'Iquico
El cisteller d'Iquico (Asthenes heterura) és una espècie d'ocell de la família dels furnàrids (Furnariidae).

## Hàbitat i distribució
Habita el bosc obert dels Andes a l'oest de Bolívia i nord-oest de l'Argentina.